# Mateo Coronel
Mateo Agustín Coronel (Ramallo, 24 ottobre 1998) è un calciatore argentino, attaccante dell'Atl. Tucumán.

## Caratteristiche tecniche
È una seconda punta.

## Carriera
Cresciuto nel settore giovanile del Newell's Old Boys, dal 2016 al 2019 gioca nel Def. de Belgrano in terza divisione dove gioca 37 incontri realizzando 3 reti. Nel 2019 viene acquistato a titolo definitivo dall'Argentinos Juniors.

## Statistiche

### Presenze e reti nei club
Statistiche aggiornate al 5 maggio 2021.
| Stagione        | Squadra            | Campionato      | Campionato | Campionato | Coppe nazionali | Coppe nazionali | Coppe nazionali | Coppe continentali | Coppe continentali | Coppe continentali | Altre coppe | Altre coppe | Altre coppe | Totale | Totale |
| Stagione        | Squadra            | Comp            | Pres       | Reti       | Comp            | Pres            | Reti            | Comp               | Pres               | Reti               | Comp        | Pres        | Reti        | Pres   | Reti   |
| --------------- | ------------------ | --------------- | ---------- | ---------- | --------------- | --------------- | --------------- | ------------------ | ------------------ | ------------------ | ----------- | ----------- | ----------- | ------ | ------ |
| 2016-2017       | Def. de Belgrano   | TA              | 10         | 0          | CA              | 0               | 0               |                    | -                  | -                  |             | -           | -           | 10     | 0      |
| 2017-2018       | Def. de Belgrano   | TA              | 21         | 3          | CA              | 1               | 0               |                    | -                  | -                  |             | -           | -           | 22     | 3      |
| 2018-2019       | Def. de Belgrano   | TA              | 6          | 0          | CA              | 2               | 0               |                    | -                  | -                  |             | -           | -           | 8      | 0      |
| 2019-2020       | Argentinos Juniors | PD              | 0          | 0          | CA              | 0               | 0               |                    | -                  | -                  |             | -           | -           | 0      | 0      |
| 2020            | Argentinos Juniors |                 | -          | -          | CdL             | 9               | 1               |                    | -                  | -                  |             | -           | -           | 9      | 1      |
| 2021            | Argentinos Juniors |                 | -          | -          | CA+CdL          | 1+6             | 0+1             | CL                 | 3                  | 0                  |             | -           | -           | 10     | 1      |
| Totale carriera | Totale carriera    | Totale carriera | 37         | 3          |                 | 19              | 2               |                    | 3                  | 0                  |             | -           | -           | 59     | 5      |